# Bruno Bruhn

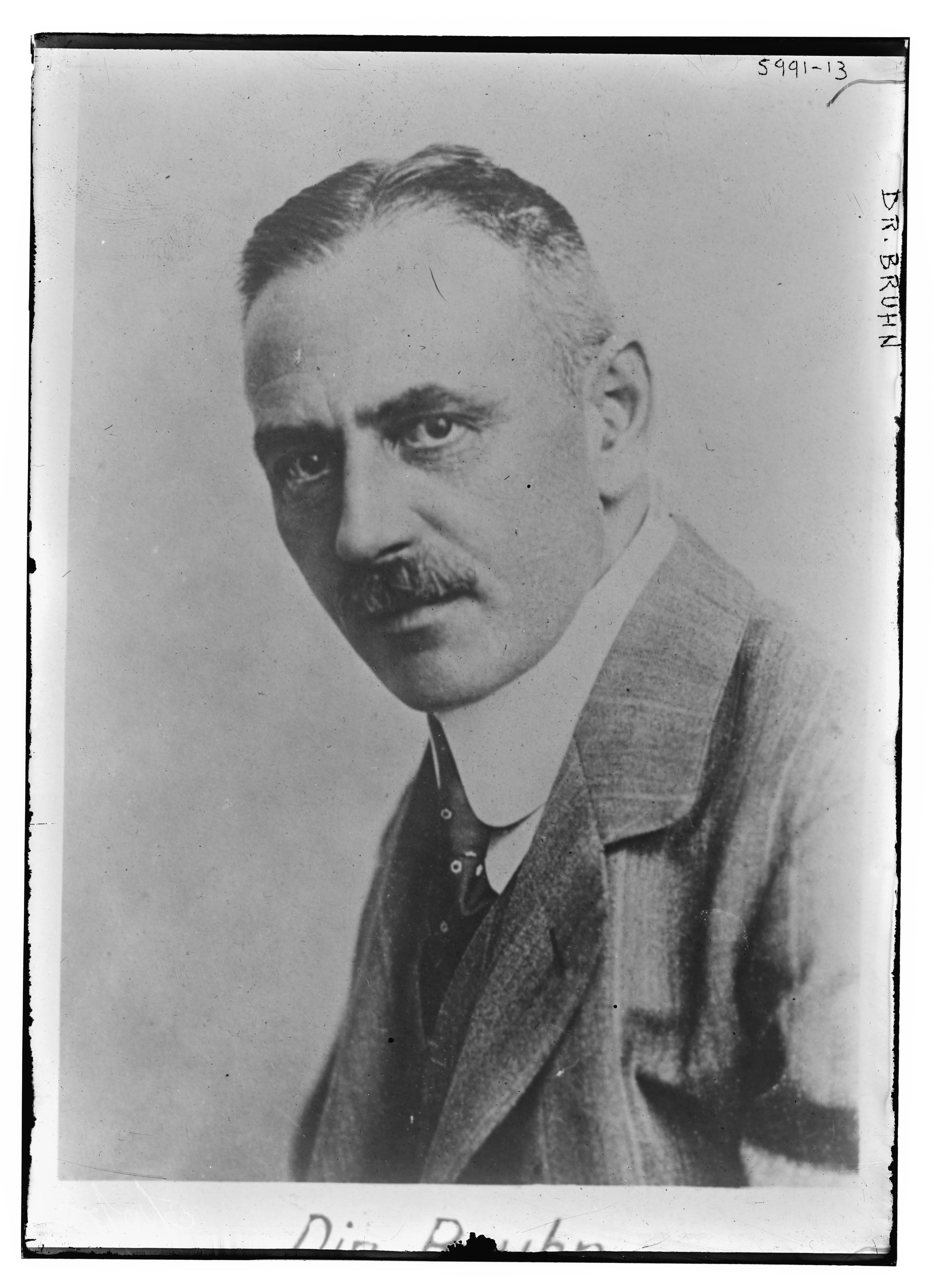
Bruno Bruhn – deutscher Chemiker und Industriemanager

Bruno Bruhn (* 9. März 1872 in Sonderburg, Nordschleswig; † 14. Dezember 1958 in Freiburg im Breisgau) war ein deutscher Chemiker und Industriemanager.

## Leben
Bruhn besuchte das Katharineum zu Lübeck bis zum Abitur Ostern 1891.  Er studierte an der Albert-Ludwigs-Universität Freiburg Chemie und Volkswirtschaftslehre. 1892 wurde er im Corps Hasso-Borussia recipiert. Als Inaktiver wechselte er an die Friedrich-Wilhelms-Universität zu Berlin und die Ludwig-Maximilians-Universität München. 1897 wurde er im Fach Chemie zum Dr. phil. promoviert. Anschließend bildete er sich kaufmännisch und technisch fort und übernahm verschiedene Aufgaben in der Chemischen Industrie und Zementindustrie sowie der Maschinen- und Stahlindustrie. Er war elf Jahre Vorstandsmitglied der G. Polysius AG in Dessau. Fünfzehn Jahre gehörte er dem Direktorium und dem Aufsichtsrat des Unternehmens Fried. Krupp in Essen an. Während der Ruhrbesetzung wurde er von einem französischen Kriegsgericht zu einer 10-jährigen Gefängnisstrafe verurteilt, wurde jedoch bereits nach 7 Monaten aus der Haft entlassen. Er wirkte maßgeblich am Abschluss des westeuropäischen Stahlkartells und des deutsch-französischen Handelsvertrags sowie der Avi-Verträge mit. Er gehörte den Aufsichtsräten des Stahlwerkverbandes, des Roheisenverbandes und des Schiffbaustahlkontors an. Von 1927 bis 1930 lebte er in New York City. Nach Deutschland zurückgekehrt wirkte er als Berater deutscher Unternehmer in Fragen der US-amerikanischen Industrie und Finanzbranche.
1936 erwarb er die Villa der Familie Buchthal im Berliner Westend.
Am Ersten Weltkrieg nahm er als Hauptmann der Reserve und Kompanieführer teil. Er gehörte zu den Gründern des Deutsch-Französischen Studienkomitees.
Bruhn hatte einen Sohn Christoph Amadeus Bruno Bruhn und vier Enkel.

## Patente
- US-Patent 859166 (1906): Process for the Treatment of Blust-furnace Slags and other Silicate Mixtures for the Production of Cementitious Material therefrom.
- US-Patent 1640528 (1927): Regulating Discharge from Containers.

## Schriften
- Wann verdient bei Drehofenbetrieb die trockne, wann die nasse Aufbereitung den Vorzug? 1909.
- Experimentelle Untersuchungen über die Dampfspannungen bei 0 °C der wässerigen Lösungen von Schwefelsäure und Sulfaten. 1916.